# Pablo González Garza
Pablo González Garza (Lampazos de Naranjo, Nuevo León; 5 de mayo de 1879-Monterrey, Nuevo León; 4 de marzo de 1950), fue un militar mexicano que participó en la Revolución Mexicana en el Ejército Constitucionalista que se destacó por ser el autor intelectual del asesinato de Emiliano Zapata.
Tras el fin de la Revolución, fue aprehendido y acusado de conspirar contra el gobierno del presidente Adolfo de la Huerta, por lo que se le formó un consejo de guerra y lo condenaron a muerte, sin embargo fue indultado por el propio presidente para después salir al exilio del cual volvería mucho tiempo después.

## Inicios
Nació en Lampazos de Naranjo, Nuevo León, el 5 de mayo de 1879 y presentado en el registro civil el 18 del mismo mes, siendo el tercero de los 4 hijos de Pablo González González y Prudenciana Garza Rodríguez, quienes murieron cuando el pequeño Pablo contaba sólo tres años. Realizó sus estudios primarios en su pueblo natal, y en enero de 1893 obtuvo una beca para ingresar al Colegio Militar, pero cuando arribó a la Ciudad de México, se enteró de que su beca había sido revocada.
Ese mismo año regresó a Lampazos y luego se trasladó a Nadadores, Coahuila. Entre 1893 y 1897 trabajó en el molino de Puerto del Carmen, a 10 km de aquella población rumbo a Cuatrociénegas, propiedad del alemán Federico Miller. En 1899 marchó a la ciudad de Chihuahua; laboró en una fundición y en la Compañía Industrial Mexicana; también prosiguió el aprendizaje de inglés y matemáticas. En 1901 González se enganchó como peón para trabajar en el ferrocarril de El Paso a Santa Fe, California, en los Estados Unidos, construcción que se inició en 1902.
Viajó a California para emplearse en los nuevos campos petrolíferos de la Pearson Oil Company; después de algunos meses volvió con la empresa del ferrocarril de Santa Fe y ocupó el cargo de comisario general de la línea de edificación. Tomó clases de geografía, historia, economía, política y telegrafía.
En Estados Unidos tuvo nexos con Ricardo Flores Magón a través de su primo hermano, el profesor y periodista Antonio I. Villarreal.

### Matrimonio e hijos
Pablo González contrajo matrimonio en 1907 con Carlota Miller Rojas hija de Federico Miller y de Dionisia Rojas, en San Antonio, Texas. Tuvieron 6 hijos:
- Margarita González Miller, casada con Adolfo Aureliano Urrutia Fernández, hijo del doctor Aureliano Urrutia, de filiación huertista.
- Pablo González Miller
- Carmen González Miller
- Carlota González Miller, casada en 1951, tras la muerte de su padre con el doctor Aureliano Urrutia, suegro de su hermana Margarita y padre de su cuñado Adolfo Aureliano.
- María Cristina González Miller
- María Enriqueta González Miller

## Participación en la Revolución

### Revolución maderista
En 1907 retornó a México y se afilió al partido maderista. En el Molino de Puerto del Carmen fabricó harina de trigo e instaló un cuartel general clandestino del Club Juárez. El 22 de enero de 1911 se levantó en armas con 60 voluntarios oriundos de esa población, de San Buenaventura y de Sacramento. Combatió contra tropas porfiristas desde enero hasta mayo de 1911. Capturó las plazas de Cuatro Ciénegas y Monclova, Coahuila. El 7 de junio licenció sus tropas por disposición de Francisco I. Madero. Obtuvo el grado de teniente coronel de caballería.
Durante la rebelión de Pascual Orozco, Pablo González volvió a tomar las armas. Ya con el grado de teniente coronel combatió, en abril de 1912, a José Inés Salazar en los Divisaderos, Coahuila, persiguiéndole hasta Puerto de Jara. Con su regimiento Auxiliares de Monclova combatió también a Marcelo Caraveo.
En noviembre del mismo 1912 coordinó la campaña contra el indio Mariano en la región del río Nazas, derrotándolo en Peñón Blanco. Pasó de allí a Chihuahua. Derrotó a Joaquín Porras en Julimes, el 10 de febrero de 1913.

### Revolución constitucionalista
Iniciada la revolución constitucionalista, González pasó a Coahuila el 26 de febrero, a presentarse ante Venustiano Carranza con su regimiento. A partir del 7 de marzo emprendió la campaña al norte de Nuevo León sobre Lampazos, Villaldama y Bustamante, con el propósito de avanzar sobre Monterrey. Sostuvo un encuentro en Espinazo y el 8 de julio de 1913 tomó la población de Candela. Por estas fechas fue ascendido a general brigadier.
Volvió sobre Monclova y Río Grande, luchando contra las fuerzas federales de Joaquín Mass, movilizándose nuevamente hacia Lampazos. En octubre ostentaba ya el grado de general de brigada y tenía a su cargo la División del Noreste. Avanzó sobre Monterrey, sosteniendo combates en Saltillo y en el Topo, contra las fuerzas de Miguel Quiroga y Rubio Nafarrete.
El 23 y 24 de octubre de 1913 atacó Monterrey, ciudad que era defendida por los generales Rodolfo Iberri, Fernando Carranza, Ricardo Peña y Miguel Quiroga, quienes obligaron al general Pablo González Garza a retirarse hacia Tamaulipas. Poco tiempo después sostuvo encuentros en General Terán y Montemorelos y desde su cuartel general, en la población de Jiménez, se movilizó hacia Victoria, logrando capturar esta plaza.
Posteriormente marchó sobre Tampico para replegarse hasta Matamoros: su propósito era el de aislar la ciudad de Monterrey.
Tomó Salinas Victoria el 17 de abril de 1914 y marchó sobre Monterrey, que a la sazón defendía el general Wigfredo Massiew. Logró tomar la plaza el 24 de abril, siendo ascendido a general de división. Ya con este grado, González emprendió la campaña sobre San Luis Potosí, Hidalgo, Guanajuato y otros estados.
Desde Querétaro marchó a Toluca, en donde permaneció hasta la capitulación de la Ciudad de México, que en ese entonces estaba ocupada por el general Álvaro Obregón. El general Pablo González se situó en Puebla.
Al rompimiento del villismo y el carrancismo, no simpatizó con la Convención de Aguascalientes y se estableció en Tampico desde donde reintentó, aunque sin lograrlo, la captura de Monterrey. Esto ocurrió en febrero de 1915, siendo rechazado por Felipe Ángeles.
La batalla del Ébano fue su segundo triunfo más importante pues logró con el apoyo económico y de armas que le suministró Carranza controlar amplias zonas de explotación de carbón. Después, mediante varios pequeños avances en el estado de Tamaulipas logró controlar varios campos petrolíferos que le trajeron ganancias para poder financiar las acciones de su ejército.
Controló las pretensiones de estadounidenses sobre el petróleo que tenía en su poder y después trató de tomar la ciudad de Saltillo, capital del estado de Coahuila sin éxito, pues fue totalmente derrotado por las fuerzas huertistas. Meses después, la División del Norte tomó dicha ciudad y pudo avanzar a Zacatecas.
El general González Garza, llamado por Carranza, tuvo como misión la recuperación de la Ciudad de México, que había sido atacada por los villistas después de la derrota en Celaya. González logró tomar la capital el 2 de agosto de 1915. Poco después fue comisionado por Carranza para pacificar el estado de Morelos, donde se había rebelado Emiliano Zapata.
Los rebeldes zapatistas fueron combatidos por treinta mil efectivos de las tropas constitucionalistas al mando de general González Garza en Morelos; donde estableció que «O los pueblos cooperaban con los comandantes constitucionalistas o sufrirían penas sumarias sin apelación de ninguna especie». El 15 de septiembre ordenó que las familias rurales del estado fueran concentradas en las ciudades principales para ser deportadas. El 30 de septiembre, el coronel Jesús Guajardo, bajo sus órdenes, fusiló a 180 habitantes de Tlaltizapán por no pagar un impuesto y por zapatistas. Ya en mayo, al tomar las fuerzas de González esa misma población, habían ejecutado a 268 personas, hombres, mujeres y niños (Hernández Campos, 1976). De esas mismas gavillas de saqueadores surgió también bajo su mando, la temible banda del carro gris que asolaba a familias acomodadas de la Ciudad de México cometiendo robos violentos a casa habitación, fingiendo cateos oficiales firmados por el mismo Pablo González extendidos a los jefes operativos de la banda Rafael Mercadante y el español Higinio Granda. Quienes fueron indultados en juicios sumarios donde la mayoría de los operadores de bajo nivel de la banda del carro gris fueron fusilados.
Posteriormente en 1916, mientras en la capital se convocaba al Congreso Constituyente, los zapatistas volaban el ferrocarril de Cuernavaca y González ordenaba el fusilamiento sumario de quien ayudara al zapatismo o cualquier otra fracción opuesta al constitucionalismo. En noviembre, ya con el Constituyente en plena tarea, viendo que no podía controlar el estado de Morelos, González anunció un plan dizque para intensificar operaciones; en realidad para retirarse. A mediados de enero de 1917, los zapatistas habían recuperado el estado (Hernández Campos, 1976).
En las elecciones del 31 de marzo de 1917, Carranza fue elegido presidente, contra los generales Álvaro Obregón y Pablo González. Dijo Emilio Portes Gil que estos participaron como candidatos contra su voluntad.
En 1919, el gonzalista Jesús Guajardo hizo creer a Zapata que estaba descontento con Carranza y se uniría a él. Zapata pidió pruebas y Guajardo, con consentimiento de Carranza y Pablo González, hizo fusilar a aproximadamente 50 soldados federales y ofreció a Zapata armamento y municiones. El 10 de abril de ese año asesinó a Zapata en la hacienda de Chinameca (Morelos).
El general Pablo González Garza fue candidato a la presidencia de la República en 1919, rebelándose contra Venustiano Carranza quien ya estaba aislado en lo militar, lo político y lo social. 

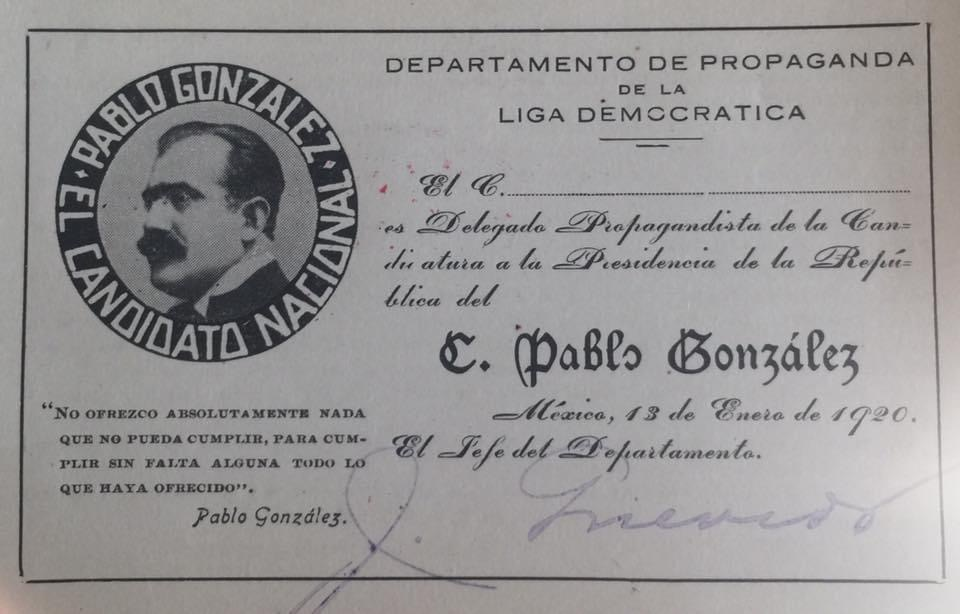

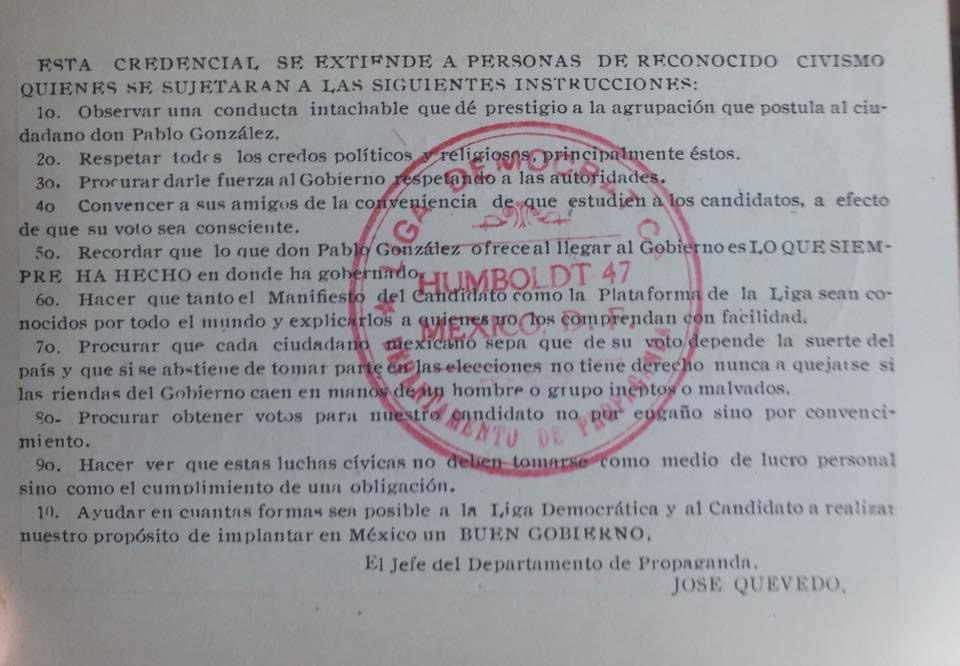

Cuando el ejército vio que no pasaría pacíficamente el poder a Obregón, más que levantarse en armas se declaró en huelga. Por último, incluso Pablo González, el de todas sus confianzas, el ejecutor de Zapata, se levantó contra él, aunque sin reconocer el Plan de Agua Prieta. Al intentar un levantamiento en Monterrey en 1920, fue aprehendido y sometido a consejo de guerra en esta ciudad. Fue condenado a muerte, pero la ejecución fue suspendida y el general González Garza salió del país rumbo a los Estados Unidos.
El diplomático y delegado de México en Alemania Isidro Fabela, quien se había unido a Carranza por conducto de González protestó ante el Congreso de la Unión y la Suprema Corte de Justicia por el asesinato de Carranza. Asimismo, se negó a obedecer órdenes de Pablo González, quien le comunicó que había asumido la presidencia y le ordenó que se comunicara con Juan Sánchez Azcona, nuevo secretario de Relaciones Exteriores. Fabela le contestó: “Es usted un soldado rebelde que ha hecho con el presidente Carranza lo mismo que hiciera el traidor Huerta con el presidente Madero.

## Vida posrevolución
En el tiempo en que Pablo González residía en Estados Unidos, apareció un artículo que se publicó en la primera plana del periódico El Pueblo, fechada el 19 de enero de 1916,  informando el “Manifiesto a los obreros”  que expidió el general Pablo González Garza. En dicho documento, González Garza muestra su posición y su ideología revolucionaria, contrastando con las ideas de Villa y Zapata que mediante el Plan de Ayala demandaban la repartición de tierras.
Durante el crac comercial mundial del año de 1929, el banco de su propiedad, el Mexican American Banking Company de Laredo, Texas, pudiendo González Garza haberse amparado con la ley vigente sobre instituciones bancarias, legalmente podía haberle pagado (declarándose en quiebra) a sus cuenta habientes solamente el 15 % de sus depósitos y no el 100 %, como lo hizo al liquidar su negocio.
Tal como lo decía el periódico La prensa de San Antonio, el general Pablo González Garza sacrificó, no solamente "algunas de sus propiedades", sino que en realidad sacrificó todas sus propiedades, quedándose casi en la inopia.
Regresó a México en 1940, retirado del servicio activo y casi en la miseria por la quiebra de su banco, muriendo el 4 de marzo de 1950 en la ciudad de Monterrey. Sus restos están depositados en la Explanada de los Héroes, en la Macroplaza de la ciudad de Monterrey, junto a los de los generales Antonio I. Villarreal y Juan Zuazua, al pie de la estatua de don Miguel Hidalgo y Costilla.